# Regionalliga (American Football)
Die Regionalliga ist hinter der German Football League (GFL) und der GFL2 die dritthöchste deutsche Spielklasse für American Football. Sie ist aufgeteilt in 6 Divisionen: Nord, Ost, West, Mitte, Südwest und Süd.

## Geschichte
Die Regionalliga wurde 1985 als Verbandsliga gegründet, wo sie auf zwei Divisionen aufgeteilt war, Mitte und West. 1991 wurde sie auf sieben Divisionen aufgeteilt, Nord, Mitte 1, Mitte 2, Bayern 1, Bayern 2, West 1 sowie West 2, und in Regionalliga umbenannt. 1995 wurde sie auf vier Divisionen verkleinert, Süd, West, Mitte und Nordost. 2004 kam es zur Aufteilung von Nordost in Nord und Ost, womit man dann fünf Divisionen hatte. Zur Saison 2017 wurde die Regionalliga Mitte aufgespalten zur Regionalliga He./RP/Saar und zur Regionalliga BW. Diese wurden in der Saison 2018 umbenannt in Regionalliga Mitte und Südwest. Zur Saison 2019 wurden die Regionalligen Ost und Süd in zwei Staffeln aufgeteilt. 2023 wurden jeweils die zwei Staffeln der Nord-Division und die der Ost-Division zusammengeführt.

## Mannschaften
Folgende 44 Mannschaften spielen derzeit in den Regionalligen (Stand: Saison 2025):
| Nord (HB, HH, NI, SH) | Ost (B, BB, MV, SN, ST) | West (NRW) |
| --- | --- | --- |
| - Bremerhaven Seahawks - Hamburg Swans - Hannover Grizzlies - Osnabrück Tigers - FFC Braunschweig II                                                                                                 | - Berlin Adler - Berlin Rebels II - Berlin Thunderbirds - Cottbus Crayfish - Erfurt Indigos - Halle Falken - Magdeburg Virgin Guards - Spandau Bulldogs                              | - Assindia Cardinals - Bielefeld Bulldogs - Bonn Gamecocks - Cologne Crocodiles - Cologne Falcons - Münster Phoenix - Solingen Paladins - Troisdorf Jets - Wuppertal Greyhounds |
| | | |
| Mitte (HE, RP, SL) | Südwest (BW) | Süd (BY) |
| - Bad Homburg Sentinels - Darmstadt Diamonds - Frankfurt Universe - Kaiserslautern Pikes - Kassel Titans - Marburg Mercenaries - Mainz Golden Eagles - Pirmasens Praetorians - Rüsselsheim Crusaders | - Fellbach Warriors - Freiburg Sacristans - Heidelberg Hunters - Holzgerlingen Twister - Karlsruhe Engineers - Leonberg Alligators - Reutlingen Eagles - Schwäbisch Hall Unicorns II | - Amberg Mad Bulldogs - Augsburg Centurions - Franken Knights - Landsberg X-press - München Rangers - Neu-Ulm Spartans - Passau Pirates                                         |

## Meister
|      | Nordost                   | Nordost                 | West                      | Mitte                      | Mitte                    | Süd                     |
| ---- | ------------------------- | ----------------------- | ------------------------- | -------------------------- | ------------------------ | ----------------------- |
| 1995 | Hildesheim Invaders       | Hildesheim Invaders     | Paderborn Dolphins        | Dillingen Steelhawks       | Dillingen Steelhawks     | Landsberg Express       |
| 1996 | Berlin Bears              | Berlin Bears            | Dortmund Giants           | Schwäbisch Hall Unicorns   | Schwäbisch Hall Unicorns | Aschaffenburg Stallions |
| 1997 | Berlin Magic              | Berlin Magic            | Bochum Cadets             | Marburg Mercenaries        | Marburg Mercenaries      | Allgäu Comets           |
| 1998 | Hamburg Wild Huskies      | Hamburg Wild Huskies    | Assindia Cardinals        | Karlsruher Greifs          | Karlsruher Greifs        | Straubing Spiders       |
| 1999 | Dresden Monarchs          | Dresden Monarchs        | Bochum Cadets             | Darmstadt Diamonds         | Darmstadt Diamonds       | Franken Timberwolves    |
| 2000 | Magdeburg Virgin Guards   | Magdeburg Virgin Guards | Troisdorf Jets            | Rottenburg Red Knights     | Rottenburg Red Knights   | Allgäu Comets           |
| 2001 | Hannover Musketeers       | Hannover Musketeers     | Recklinghausen Chargers   | Mainz Golden Eagles        | Mainz Golden Eagles      | Fursty Razorbacks       |
| 2002 | Frankfurt Red Cocks       | Frankfurt Red Cocks     | Düsseldorf Panther        | Hanau Hornets              | Hanau Hornets            | Simbach Wildcats        |
| 2003 | Kiel Baltic Hurricanes    | Kiel Baltic Hurricanes  | Bielefeld Bulldogs        | Wiesbaden Phantoms         | Wiesbaden Phantoms       | Munich Cowboys          |
|      | Nord                      | Ost                     | West                      | Mitte                      | Mitte                    | Süd                     |
| 2004 | Osnabrück Tigers          | Berlin Rebels           | Troisdorf Jets            | Weinheim Longhorns         | Weinheim Longhorns       | Königsbrunn Ants        |
| 2005 | Osnabrück Tigers          | Frankfurt Red Cocks     | Assindia Cardinals        | Jenaer Hanfrieds           | Jenaer Hanfrieds         | Plattling Black Hawks   |
| 2006 | Weyhe Vikings             | Frankfurt Red Cocks     | Bonn Gamecocks            | Kaiserslautern Pikes       | Kaiserslautern Pikes     | Aschaffenburg Stallions |
| 2007 | Magdeburg Virgin Guards   | Leipzig Lions           | Assindia Cardinals        | Stuttgart Silver Arrows    | Stuttgart Silver Arrows  | Erding Bulls            |
| 2008 | Hildesheim Invaders       | Magdeburg Virgin Guards | Paderborn Dolphins        | Kaiserslautern Pikes       | Kaiserslautern Pikes     | Aschaffenburg Stallions |
| 2009 | Hamburg Blue Devils       | Magdeburg Virgin Guards | Mönchengladbach Mavericks | Hanau Hornets              | Hanau Hornets            | Kirchdorf Wildcats      |
| 2010 | Hamburg Blue Devils       | Potsdam Royals          | Troisdorf Jets            | Badener Greifs             | Badener Greifs           | Kirchdorf Wildcats      |
| 2011 | Osnabrück Tigers          | Cottbus Crayfish        | Bonn Gamecocks            | Hanau Hornets              | Hanau Hornets            | Allgäu Comets           |
| 2012 | Lübeck Seals              | Rostock Griffins        | Bielefeld Bulldogs        | Ravensburg Razorbacks      | Ravensburg Razorbacks    | Fursty Razorbacks       |
| 2013 | Hildesheim Invaders       | Tollense Sharks         | Cologne Crocodiles        | Darmstadt Diamonds         | Darmstadt Diamonds       | Straubing Spiders       |
| 2014 | Osnabrück Tigers          | Potsdam Royals          | Paderborn Dolphins        | Albershausen Crusaders     | Albershausen Crusaders   | Ingolstadt Dukes        |
| 2015 | Ritterhude Badgers        | Rostock Griffins        | Assindia Cardinals        | Ravensburg Razorbacks      | Ravensburg Razorbacks    | Straubing Spiders       |
| 2016 | Braunschweig FFC II       | Rostock Griffins        | Langenfeld Longhorns      | Albershausen Crusaders     | Albershausen Crusaders   | Fursty Razorbacks       |
|      | Nord                      | Ost                     | West                      | Mitte                      | Südwest                  | Süd                     |
| 2017 | Elmshorn Fighting Pirates | Berlin Bears            | Solingen Paladins         | Montabaur Fighting Farmers | Pforzheim Wilddogs       | Straubing Spiders       |
| 2018 | Arminia Spartans Hannover | Spandau Bulldogs        | Troisdorf Jets            | Darmstadt Diamonds         | Biberach Beavers         | Fursty Razorbacks       |
| 2019 | Oldenburg Knights         | Berlin Adler            | Assindia Cardinals        | Frankfurt Pirates          | Albershausen Crusaders   | Fursty Razorbacks       |
| 2021 | Hildesheim Invaders       | Spandau Bulldogs        | Paderborn Dolphins        | Gießen Golden Dragons      | Pforzheim Wilddogs       | Ingolstadt Dukes        |
| 2022 | Oldenburg Knights         | Spandau Bulldogs        | Münster Blackhawks        | Montabaur Fighting Farmers | Pforzheim Wilddogs       | Regensburg Phoenix      |
| 2023 | Hamburg Pioneers          | Cottbus Crayfish        | Bielefeld Bulldogs        | Montabaur Fighting Farmers | Albershausen Crusaders   | Landsberg X-press       |
| 2024 | Elmshorn Fighting Pirates | Leipzig Lions           | Krefeld Ravens            | Wiesbaden Phantoms         | Biberach Beavers         | Nürnberg Rams           |